# Rich Thompson
Rich Thompson, född den 1 juli 1984 i Hornsby i Australien, är en australisk professionell basebollspelare som är under kontrakt med Toronto Blue Jays i Major League Baseball (MLB). Thompson är högerhänt pitcher.
Thompson tog silver vid olympiska sommarspelen 2004 i Aten.
Thompson representerade Australien i World Baseball Classic 2006 och 2009. 2006 spelade han en match och hade en earned run average (ERA) på 13,50 och inga strikeouts och 2009 spelade han två matcher, varav han förlorade en, och hade en ERA på 6,00 och fyra strikeouts.
Thompson spelade 2007-2012 för Los Angeles Angels of Anaheim och 2012 för Oakland Athletics i MLB.
Thompson har även spelat 2002-2010 i Angels farmarklubbssystem och 2012 i Athletics farmarklubbssystem. Han har även spelat i Australien.